# Henschel Projekt P.75
O Henschel Projekt P.75 foi um projecto da Henschel para conceber um avião de caça bimotor, alimentado por motores Daimler-Benz DB 610.